# 慶雲 (金憲昌)
慶雲（822年）是新羅反对军首领長安國君主金憲昌之年號。

## 紀年、干支、西曆對照表
| 慶雲   | 元年  |
| ------ | ----- |
| 儒略曆 | 822年 |
| 干支   | 壬寅  |

## 同期存在的其他政權之紀年
- 中國
  - 長慶（821年－824年）：唐朝—唐穆宗李恒年号
  - 建興（819年－830年）：渤海—宣王大仁秀之年號
  - 大豐（820年－823年）：南詔—勸利晟之年號
  - 彝泰（815年－838年）：吐蕃—可黎可足贊普赤祖德贊之年號
- 日本
  - 弘仁（810年－824年）：平安時代—嵯峨天皇之年號

## 参看
- 朝鮮半島年號列表
- 其他使用慶雲年號的政權